# Anoectochilus malipoensis
Anoectochilus malipoensis är en orkidéart som beskrevs av W.H.Chen och Y.M.Shui. Anoectochilus malipoensis ingår i släktet Anoectochilus och familjen orkidéer. Inga underarter finns listade i Catalogue of Life.